# Place Flandres-Dunkerque
La place Flandres-Dunkerque est un carrefour giratoire de la commune française de Montpellier. 

## Situation et accès
Située au sud-ouest de son territoire, elle en constitue une des principales entrées sur la route de Toulouse, à cheval sur les 6e et 7e cantons de Montpellier.
La place croise la route nationale 113, axe d'accès à la ville, et les avenues du Colonel-Pavelet et de Vanières qui permettent le contournement du centre par l'ouest depuis la sortie n°31 de l'autoroute A9.

## Origine du nom
Elle est nommée d'après la bataille de Dunkerque de 1940 de la Seconde Guerre mondiale.

## Bâtiments remarquables et lieux de mémoire

### Art contemporain

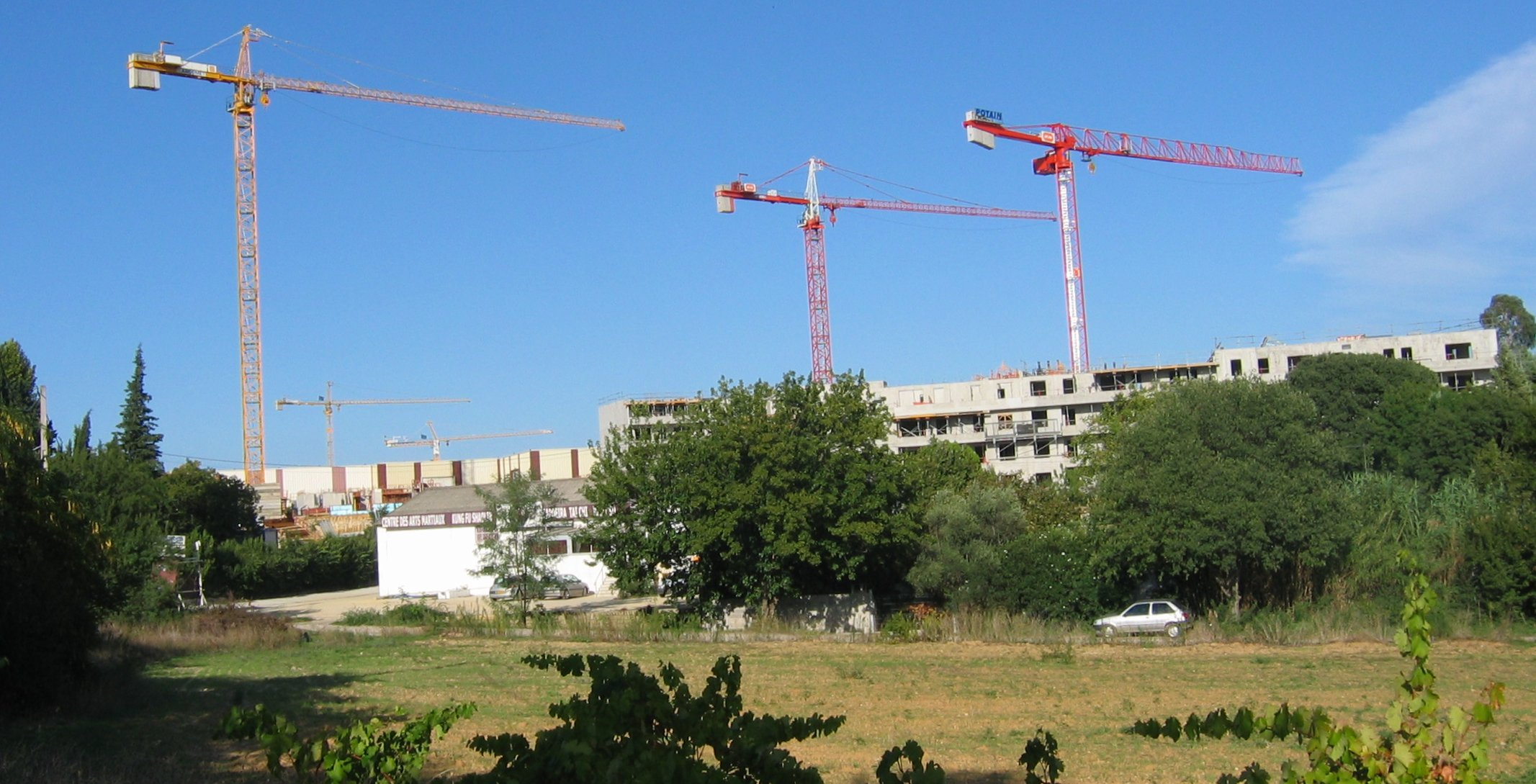
Une résidence en construction aux abords du Grand M (2006)

Localement, la place est appelée « rond-point du Grand M » à cause de l'aménagement de 1984 à 1986 d'une œuvre de Christophe et François Morellet, commandée par la municipalité avec la participation du Centre national des arts plastiques. Deux structures de plusieurs mètres de haut en forme de V renversés sont disposés à l'intérieur de la place. Elles forment un « M » (initiale de Montpellier) pour qui vient de l'extérieur ou du centre-ville. Côté extérieur sud-ouest, la structure de gauche est faite de tubes de métal, celle de droite et en retrait de rondins de bois. De nuit, des néons diffusent une lumière bleue sur l'ensemble. Cette œuvre d'art a fait beaucoup parler d'elle dans les journaux locaux au moment de son installation.

### Aménagement du quartier
Lors de sa création, le carrefour giratoire est entouré des quartiers du sud de l'Estanove au nord, de la Croix-d'Argent à l'ouest, chacun se trouvant de part et d'autre de l'avenue de Toulouse. Au sud, se développe le quartier du Mas-de-Bagnères.
Le rond-point a fait l'objet de réaménagements visant à le rendre plus circulant avec des voies d'évitement à plusieurs de ses entrées et le passage à quatre voies des deux axes.
Dans les années 2000, la mairie s'efforce de densifier les quartiers autour du carrefour par l'aménagement du quartier des Grisettes et du quartier Ovalie. L'intégration d'équipements importants marque cette volonté de développement du sud-ouest de la ville, comme le stade Yves-du-Manoir, le passage de la deuxième ligne de tramway au sud du Mas-de-Bagnères ou encore le domaine d'agglomération de la Providence à l'ouest de la place Flandres-Dunkerque.